# Сатурниний Секунд Салютий
Сатурниний Секунд Салютий (лат. Saturninius Secundus Salutius) — римский префект претория в 361—365 годах и кандидат в императоры.
Сатурниний был родом из Галлии. Он был назначен квестором Юлианом II, когда тот ещё в ранге цезаря посетил Галлию. Сатурниний хорошо разбирался в греческой философии и риторике и тем самым завоевал уважение Юлиана. В 359 году Констанций II удалил его из Галлии. Когда Юлиан стал единоличным императором, он поднял Сатурниния до звания префекта претория Востока в конце 361 году. Также Юлиан поставил его во главе Халкедонской комиссии (en).
Сатурниний сопровождал императора во время персидской кампании последнего, во время которой Юлиан погиб. В знак большого уважения военный совет, собравшийся после смерти Юлиана хотел назначить его императором, но Сатурниний отказался, ссылаясь на болезни и старость, и императором стал Иовиан. После возвращения из Персии Сатурниний продолжил службу префектом и в правление Валентиниана, пока не был заменен Небридием.